# Bettye LaVette
Bettye LaVette (nacida Betty Haskins, Muskegon, Míchigan, 29 de enero de 1946) es una de las grandes cantantes de soul. Lanzó su primer sencillo, My man, a la temprana edad de 16 años de la mano de la discográfica Atlantic Records. Tuvo un éxito intermitente durante todos estos años hasta la publicación de su trabajo I’ve got my own hell to rise en 2005, con el cual tuvo un gran reconocimiento internacional. Su estilo se mueve entre el Soul, Country, Rock, Funk y Gospel, lo cual ha hecho que sea una artista difícil de clasificar.

## Vida y carrera
LaVette creció en Detroit, donde Johnnie Mae Matthews, una productora de Detroit, la descubrió. En 1962, cuando tenía tan sólo 16 años, grabó «My Man - He's A Lovin' Man» con Matthews, cuyo sencillo se convirtió en un éxito nacional después de que Atlantic Records comprara los derechos. Esto condujo a una gira con músicos de rhythm and blues como Clyde McPhatter, Ben E. King, Barbara Lynn y el por entonces nueva promesa Otis Redding, así como una pequeña gira con James Brown. Su siguiente sencillo fue «Let Me Down Easy», el cual se convirtió en su canción bandera. Ella grabaría varios nuevos singles para otras discográficas, aún sin contrato. El álbum que se titularía Child of the Seventies, producido en 1972, fue dejado de lado y no vio la luz hasta el año 2000. A pesar de tener un numeroso grupo de seguidores a lo largo de todo el país, LaVette continuó siendo rechazada por las compañías discográficas. Pasó seis años en Broadway y de gira en el musical Bubbling Brown Sugar con Cab Calloway. Durante la época de música disco, tuvo un pequeño éxito con el irónico título «Doin' The Best That I Can» («haciéndolo lo mejor que puedo», en castellano).
La Motown en 1982 finalmente le ofreció un contrato para llenar el vacío de la ida de Diana Ross de la compañía, y LaVette grabó Tell Me A Lie, con el sencillo «Right in the Middle of Falling in Love», el cual fue un pequeño éxito. En esa época su carrera no iba muy bien, así recurrió al circuito europeo de festivales. En 1991, terminó el álbum Not Gonna Happen Twice para la discográfica de Ian Levine, Motorcity.
En 1999, Gilles Petard, un coleccionista francés de soul, descubrió la copia original de Child of the Seventies. Petard obtuvo el permiso de Atlantic Records y lo editó en 2000 en su compañía Art and Soul con el nombre de Souvenirs. Rhino Handmade realizó una reedición en 2006 con pistas adicionales y el nombre original). Esto llevó a un renacimiento de LaVette que ha incluido hasta ahora un álbum en vivo y dos flamantes nuevos álbumes, incluyendo en 2005 I've Got My Own Hell to Raise, un álbum que toma el título de las letras del «Sleep to Dream» de Fiona Apple, la cual está versionada en el álbum. Encontramos otros compositores notables en dicho álbum como son Sinéad O'Connor, Lucinda Williams, Joan Armatrading o Dolly Parton. El álbum fue editado por Anti-Records y producido por Joe Henry.
En 2007 saca un álbum llamado The Scene of the Crime, el cual fue grabado en los estudios Fame en Muscle Shoals, Alabama, contando con Drive-By Truckers como banda de acompañamiento. Ella grabó de nuevo Child of the Seventies no ya en Fame sino en Muscle Shoals Sound Studios. El álbum también ofrece una canción coescrita por LaVette y Patterson Hood. 
LaVette reside actualmente en West Orange, Nueva Jersey.

## Discografía
- Tell Me a Lie - Motown (1982)
- Not Gonna Happen Twice - Motor City (1990)
- Nearer to You: The SSS Recordings - Charly (1990) (Import CD)
- The Very Best of the Motor City Recordings - Motor City (1996) (CD)
- Bluesoul Belles The Complete Calla Recordings - West Side (1999)
- Souvenirs - (Original previously unreleased Atco LP from 1973), Art & Soul (2000)
- Bettye LaVette: Let Me Down Easy In Concert - Múnich (2000)
- Let Me Down Easy In Concert - Múnich (2001)
- A Woman Like Me - Blues Express (2003) (CD)
- Vanthology - A Tribute To Van Morrison (Various Artists) - Evidence (2003) (CD)
- Track: Real Real Gone
- I've Got My Own Hell to Raise - Anti- (2005) (CD), Dbk Works (LP)
- Get In The Groove - Live (Various Artists) - Norton (2005) (CD)
- The Complete Cala, Port and Roulette Recordings with Carol Fran (2005) (Stateside Records)
- Tracks: Night Time is the Right Time, Tailfeather Finale
- Take Another Little Piece Of My Heart: The Classic Late '60s Memphis Recordings with The Dixie Flyers - Varese Sarabande (2006) (CD)
- Child Of The Seventies: The Complete Atlantic/Atco Recordings - Rhino Handmade (2006) (CD)
- Do Your Duty: The Complete Silver Fox/SSS Recordings - Sundazed (2006) (LP)
- What's Going On - The Dirty Dozen Brass Band - Shoutfactory (2006) (CD)
- Track: What's Happening Brother
- Song Of America - Various Artists - Thirty Tigers (2007) (CD)
- Track: Streets Of Philadelphia
- The Scene of the Crime - Anti- (2007) (CD) (LP)
- British Rock Songbook (2014) (CD)(LP)
- Thankful N' Thoughtful - ANTI- (2012) (CD) (LP)
- Worthy (producido por Joe Henry) (2015)

## Singles
- My Man - He's a Lovin' Man/Shut Your Mouth - Atlantic 2160 (1962) (No 7 R&B)
- You'll Never Change/Here I Am - Atlantic 2198 (1963)
- Witchcraft in the Air/You Killed the Love - LuPine 123 (1963)
- (Happiness Will Cost You) One Thin Dime - Scepter (1964)
- Let Me Down Easy/What I Don't Know (Won't Hurt Me) Calla 102 (1965) (No 20 R&B)
- I Feel Good All Over/Only Your Love Can Save Me - Calla 104 (1965)
- Cry Me a River - Calla (1965)
- She Don't Love You Like I Love You - Calla (1965) (unreleased)
- I'm Just a Fool For You/Stand Up Like a Man - Calla 106 (1966)
- I'm Holding On/Tears in Vain - Big Wheel (1969, 1966)
- Almost/Love Makes The World Go Round - Karen 1540 (1968)
- Get Away/What Condition My Condition Is In - Karen 1544 (1968)
- A Little Help From My Friends/Hey Love - Karen 1545 (1969)
- Let Me Down Easy/Ticket to the Moon - Karen 1548 (1969)
- He Made a Woman Out of Me/Nearer to You - Silver Fox 17 (1969) (No 25 R&B)
- Do Your Duty/Love's Made a Fool Out of Me - Silver Fox 21 (1970) (No 38 R&B)
- Games People Play/My Train's Comin' In - Silver Fox 24 (1970)
- Piece of My Heart/At the Mercy of a Man - SSS International 839 (1970)
- He Made A Woman Out Of Me / My Train's Coming In - SSS Int'l 933 (1970)
- Let's Go, Let's Go, Let's Go (w/ Hank Ballard) - SSS International 946 (c. 1970)
- Hello, Sunshine (with Hank Ballard) - SSS International (c. 1970)
- I'm In Love - Silver Fox (1970)
- We Got To Slip Around - SSS International (c. 1970)
- Easier To Say (Than Do) - SSS International (c. 1970)
- Never My Love/Stormy - TCA 001 (1971)
- Heart of Gold/You'll Wake Up Wiser - Atco 6891 (1972)
- Your Turn to Cry/Soul Tambourine - Atco 6913 (1973)
- Thank You For Loving Me/You Made a Believer Out of Me - Epic 50143 (1975) (No 94 R&B)
- Behind Closed Doors/ You're a Man of Words, I'm a Woman of Action - Epic 50177 (1975)
- Feelings - (1978)
- Shoestring - (1978)
- Doin' the Best I Can Pt.1 /Doin' the Best I Can Pt. 2 - West End 1213 (1978)
- Right in the Middle (of Falling in Love) / You've Seen One You've Seen 'em All - Motown 1532 (1982) (No 35 R&B)
- I Can't Stop/Either Way We Lose - Motown 1614 (1982)
- Trance Dance Pt.1/ Trance Dance Pt. 2 - Street King (1984)
- Not Gonna Happen Twice - Motor City (1990)
- Damn Your Eyes/Out Cold - Bar None (1997)

## Galería

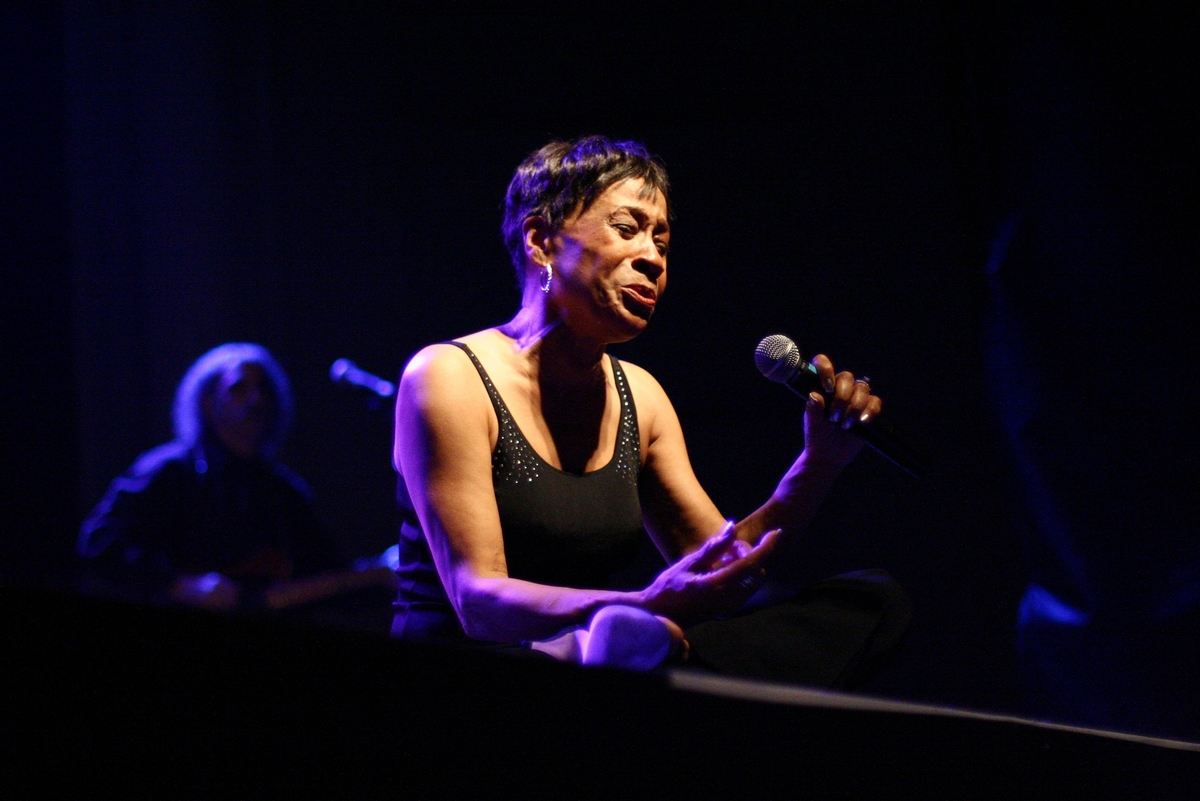
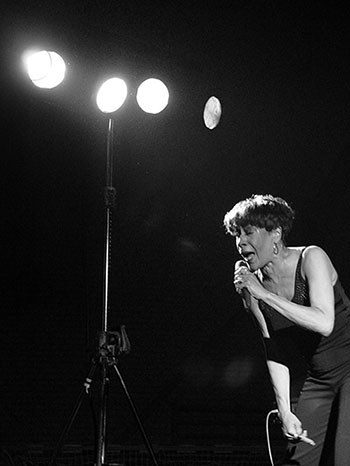
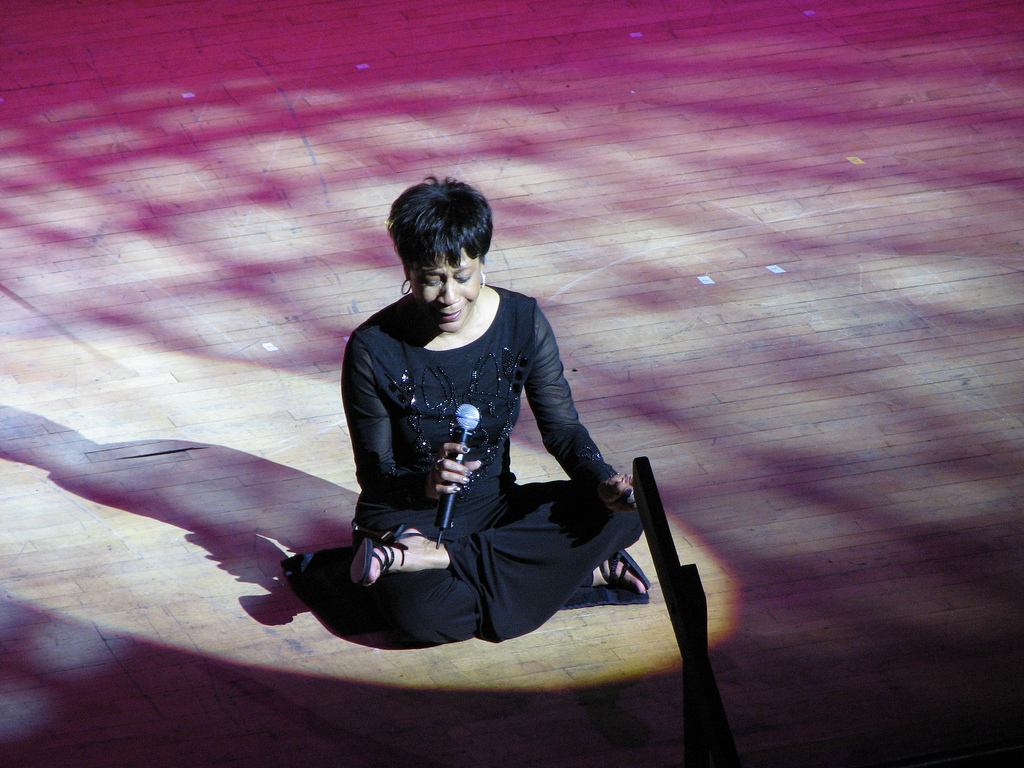
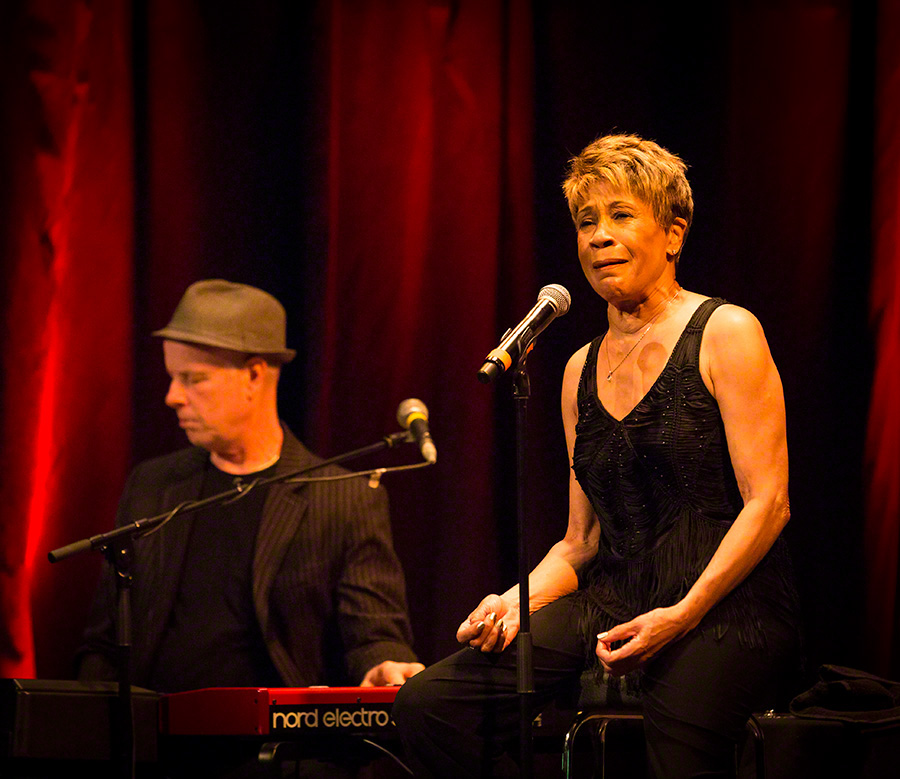
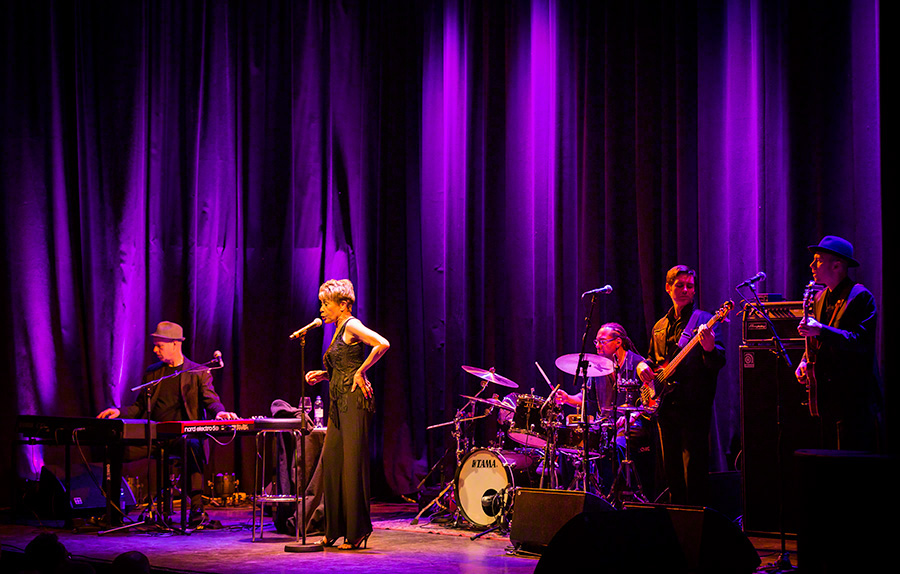
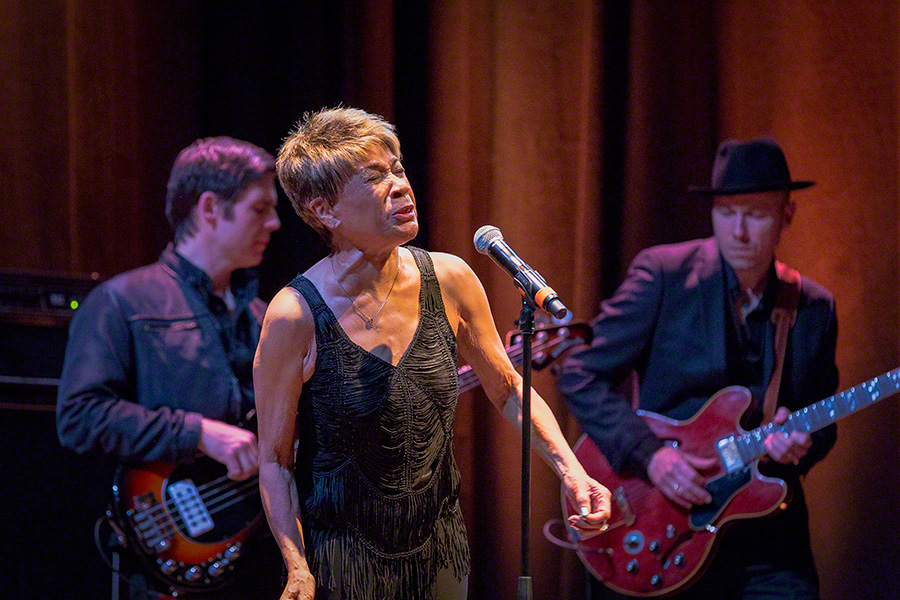